# Nyctalus montanus
Nyctalus montanus är en fladdermusart som först beskrevs av Barrett-Hamilton 1906.  Nyctalus montanus ingår i släktet Nyctalus och familjen läderlappar. IUCN kategoriserar arten globalt som livskraftig. Inga underarter finns listade i Catalogue of Life.
Arten förekommer söder Himalaya i Nepal och norra Indien. En avskild population finns i östra Afghanistan. Nyctalus montanus lever i kulliga områden och i bergstrakter mellan 680 och 1700 meter över havet. Fladdermusen vistas vanligen nära vattendrag där växtligheten är frodigare. Den vilar i bergssprickor, under klippor eller i den täta växtligheten.